# Jun Yanagisawa
Jun Yanagisawa (japanisch 柳澤 隼 Yanagisawa Jun; * 27. Juni 1987 in der Präfektur Ibaraki) ist ein ehemaliger japanischer Fußballspieler.

## Karriere
Yanagisawa erlernte das Fußballspielen in der Jugendmannschaft von Kashiwa Reysol. Seinen ersten Vertrag unterschrieb er 2005 bei Kashiwa Reysol. Der Verein spielte in der höchsten Liga des Landes, der J1 League. Am Ende der Saison 2005 stieg der Verein in die J2 League ab. 2006 wurde er mit dem Verein Vizemeister der J2 League und stieg wieder in die J1 League auf. Für den Verein absolvierte er drei Ligaspiele. 2010 wechselte er zum Zweitligisten Sagan Tosu. Für den Verein absolvierte er 11 Ligaspiele. Danach spielte er bei Azul Claro Numazu und MIO Biwako Shiga. Ende 2017 beendete er seine Karriere als Fußballspieler.

## Erfolge
Kashiwa Reysol
- Kaiserpokal

Finalist: 2008